# Фельдман, Борис Моисеевич

Борис Моисеевич Фельдман (15 июня 1938, Омск — 14 сентября 2002, Омск) — международный гроссмейстер, первый чемпион России и первый советский чемпион мира по международным шашкам в игре по переписке.

## Биография
Первый чемпион Львовской области по международным шашкам, многократный чемпион Омской области по русским и международным шашкам. Судья Всесоюзной категории, страстный пропагандист шашек.
На протяжении многих лет возглавлял Областную федерацию, был спонсором городского шахматно-шашечного клуба. Академик Санкт-Петербургской международной Академии шахматного и шашечного искусства. Чемпион мира по игре в международные (стоклеточные) шашки по переписке.
Двадцать раз побеждал на всесоюзных и российских соревнованиях. На командных чемпионатах был бессменным капитаном омских шашистов.
Вёл активную тренерскую работу, высшее достижение — подготовка «шашечного гения» Александра Дыбмана, двукратного чемпиона мира.
Трагически погиб в 2002 году. Борис Фельдман похоронен на Ново-Еврейском кладбище Омска.